# شرطة بغداد أواخر الحكم العثماني
مراكز شرطة بغداد أواخر العهد العثماني أن الدولة العثمانية شرعت في النصف الثاني من القرن التاسع عشر الميلادي بتنفيذ إصلاحات عدة في بعض الولايات العثمانية لأجل المحافظة على الأمن الداخلي، ومن بينها إنشاء مراكز شرطة في ولاية بغداد.وكان لها مسميات عدة (الضابطة أو الضبطية، والدرك، والجاندرمة، والبوليس).ونصت المادة الخامسة عشر من نظام الولايات (1864م)، على تشكيل قوة (ضابطة) في مركز كل ولاية من ولايات الدولة العثمانية، بقيادة ضابط كبير برتبة (ميرالآي) وتعني قائد الفيلق، يسمى (ألآي بكي)، وتكون لهذه القوة وحدات في مراكز سناجق الولاية وأقضيتها.

## المقدمة
على الرغم من التحديات السياسية والأزمات الإقتصادية التي كانت تعاني منها، والتي تركت آثارها على الأوضاع العامة فيها بشكل واضح، ومع أن تلك الإصلاحات بدأت أولاً في إسطنبول ومناطق أخرى من الدولة العثمانية، ومن بينها إنشاء قوة لحفظ الأمن في العاصمة، وقد تمثل ذلك بتأسيس قوة الشرطة التي أخذت تمارس دوراً في السيطرة على الأوضاع الأمنية فيها.
ذلك شجع الحكومة العثمانية على تأسيس قوة للشرطة في مختلف ولايات الدولة العثمانية، ومنها ولاية بغداد، والتي تأسست فيها تلك القوة في أواخر ثمانينات القرن التاسع عشر الميلادي.

## مدحت باشا
لم تشكل هذه القوة في بغداد إلا بعد مجيء الوالي مدحت باشا، الذي أصبح واليا على بغداد خلال المدة (1869-1872م)، والذي قام قام بإلغاء قوات (الهايته أو الباشبوزق) غير النظامية، التي كانت تربو أعدادها على الثمانية آلاف فرد، وشكل بدلاً منها (الآيا) من (الضبطية)، وفقاً لما نص عليه نظام الولايات، وكانت قوات (الألآي) تتألف من أفواج للمشاة والخيالة بلغ عدد أفرادها حوالي سبعة آلاف رجل في عام (1870م)، وكانت قوات (الآي عساكر الضبطية) تتألف من مجلس (الألآي) التي يرأسها قائد (الألآي بكي)، ويضم في عضويته عدداً من ضباط الجاندرمة، ومن ثلاثة عشر فوجاً موزعة على سناجق الولاية.
تبدل اسم قوات (الآي عساكر الضبطية) في ولاية بغداد في عام (1907م) إلى (دائرة الجاندرمة)، وكان كل فوج من هذه الأفواج بأمرة ضابط برتبة مقدم (بكباشي)، وكل سرية من سرايا المشاة والخيالة كانت بأمرة نقيب (يوز باشي).
أما المهام التي أدتها قوات الجاندرمة في ولاية بغداد، فكان من أولوياتها جمع الضرائب الحكومية من بعض عشائر الولاية، ونشر الأمن وتطبيق القوانين في ربوعها، وتعقب الأشقياء والخارجين على القانون وإلقاء القبض عليهم، والمساهمة في اطفاء الحرائق، والقيام بأعمال الحراسة التي تحتاج إليها مصالح الدولة وإدارتها وغيرها من الأعمال، وكانت قوات (الجاندرمة أو الضابطية) موزعة في مراكز صغيرة، ولكن لم يكن بوسع أفراد الجاندرمة أن يقوموا بواجبات الشرطة على الوجه المطلوب في الطرق العامة ولا في الأسواق، إذ لم تتوفر الوسائل التي تمنحهم القدرة على مطاردة اللصوص، على أنه كان بينهم كثير من الرجال المقتدرين الأجلاد.

## حادثة
مما ذكره علي الوردي عن الصدامات التي كانت تجري بين أشقياء بغداد وقوات الجاندرمة فتطرق إلى حادثة وقعت في أواخر العهد العثماني هي انه قُتل أحد الأشقياء المشهورين في بغداد أسمه (عباس السَبع) مع زميل له، فربط الجندرمة جثة كل منهما بذيل حصان وسحبوهما في الطرقات، وقد ذكر شاهد عيان انه رأى الناس يبكون على هذا الحادث، ووجد جماعة (تهوِّس) خلف الجثة الأولى «عباس السبع يامطيِّع التجار».

## الوالي ناظم باشا
جرت محاولات الإصلاح لهذه القوات ورفع كفاءتها بعد إنقلاب عام (1908م)، وذلك حينما فتحت مدرسة لقوات (الجاندرمة) في مدينة بغداد سنة (1910م)، وكانت هذه المدرسة تقوم بتدريب وإعداد أفراد (الجاندرمة)، وتستعين بعدد من ضباط الجيش، الذين تُعار خدماتهم إليها للقيام بهذه المهمة.
خصصت الحكومة العثمانية زيادة سنوية مقدارها (40 ألف ليرة) سنوياً في عهد الوالي ناظم باشا (1910 - 1911 م)، وذلك للقيام ببعض الإصلاحات في الولايات الثلاث (بغداد والبصرة والموصل) ومنها افتتاح مكتب (للجاندرمة).

## أول بوليسخانة
لقد تأسست قوة الشرطة (البوليس) في ولاية بغداد في أواخر ثمانينات القرن التاسع عشر الميلادي، وهي قوة شرطة خاصة بالمدن، ويبدو أن قوة الشرطة عند التأسيس كانت مفوضية (قومسيرية) وكانت إدارتها صغيرة وتعتمد على باقي تشكيلات القوات الأمنية الموجودة في داخل ولاية بغداد، ولهذا نجد إدارتها في بغداد لعام (1309هــ/1891م) إدارة صغيرة تقتصر على مركز الولاية، وتتألف من مفوض شرطة من الدرجة الثانية (قوميسير ثان) هو كاظم حلمي أفندي، ومفوض شرطة من الدرجة الثالثة (قوميسير ثالث) هو محرم أفندي، وسبعة أفراد من الشرطة.
وفي عام (1310هــ/1892م) كانت دائرة الشرطة في ولاية بغداد تتألف من قوميسير ثاني أحمد عزيز أفندي، وثمانية أفراد من الشرطة.
وكانت دائرة الشرطة في مركز ولاية بغداد عام (1314هـ/1896م) تتألف من مفوض ثاني أحمد عزيز أفندي، وثمانية أفراد من الشرطة، وتألفت في عام (1316هــ/1898م) من مفوض ثاني محمد وفيق أفندي، وثمانية أفراد من الشرطة، وفي عام (1318 هـ/ 1899م)، وفي عام (1318هــ/1900م)، تألفت من مفوض درجة ثانية، وثمانية أفراد من الشرطة. وقد حصل تغيّر بسيط في ملاك دائرة الشرطة عام (1319هــ/1901م)، إذ تألفت دائرة الشرطة في مركز الولاية من مفوض ثاني هو محمد وفيق أفندي، وسبعة أفراد من الشرطة.
ولقد تضمنت (سالنامه) ولاية بغداد لعام (1323ه‍/1905م) معلومات عن ملاك دائرة الشرطة في مركز الولاية والذي تألف من رئيس مفوضين (سر قوميسير) وهو يشغل مدير دائرة الشرطة محمد وفيق أفندي، ومفوض ثاني محمد شكري بك، ومفوض ثاني الحاج محمود أفندي، ومفوض ثالث الحاج صالح أفندي، ومفوض ثالث صالح شوقي أفندي، ومفوض ثالث نعمان وصفي أفندي، ومفوض ثالث إبراهيم آغا، ومفوض ثالث عزت أفندي، ومفوض ثالث عبد العزيز أفندي.
وفي عام (1324هـ/ 1906م) كانت دائرة الشرطة في ولاية بغداد في مركز الولاية تتألف من رئيس مفوضين الحاج كاظم حلمي أفندي وهو يشغل مدير الشرطة في الولاية، ومفوض ثالث نعمان وصفي أفندي، ومفوض ثالث حسن أفندي، ومفوض ثالث الحاج صالح أفندي.
وفي عام (1325هـ/1907م) كانت دائرة الشرطة في بغداد في مركز الولاية تتألف من رئيس مفوضين الحاج عطا أفندي وهو يشغل مدير الشرطة في الولاية، ومفوض ثاني رفعت أفندي، ومفوض ثالث إسماعيل حقي أفندي، ومفوض ثالث عبد العزيز أفندي، والمفوض نعمان أفندي، وأربعة أفراد من الشرطة.
وقد شغل الرائد (قول اغاسي) رضا أفندي مدير دائرة الشرطة في عهد ناظم باشا والي بغداد (1910-1911م)، وفي عهد جمال بك والي بغداد (1911-1912م)، كان يشغل مدير الشرطة في ولاية بغداد أمين بك (8 تموز1911- 9 كانون الثاني 1912م).
كما شغل محمد توفيق أفندي منصب مدير الشرطة في ولاية بغداد خلال المدة (10 كانون الثاني 1912- 10 مايس 1912م)، وتبعه في المنصب نفسه محرم أفندي (14 مايس1912- 15 مايس 1915م)، وبعد ذلك انتهت مأمورية مدير الشرطة في الولاية محرم أفندي، وكلف قائم مقام الكاظمية أمين بك (17 مايس 1915-24 مايس 1915م) بتولي المنصب وكالة.
ثم عين إبراهيم فوزي أفندي (25 مايس 1915- 1 حزيران 1915م) العضو الملازم في محكمة إستئناف بغداد مديراً للشرطة وقد باشر في وظيفته في أواخر شهر مايس 1915، ثم جرى بعد ذلك نقل مدير شرطة الموصل محمد خالد أفندي (3 حزيران 1915- 15 تموز1915م) إلى بغداد ليتولى مدير الشرطة فيها، وقد وصل محمد خالد أفندي إلى بغداد وباشر في وظيفته في بداية شهر (حزيران 1915م)، وفي (23 تموز 1915م) تولى مديرية الشرطة وكالة في الولاية مديرها السابق محرم أفندي.
ووالي بغداد يشرف على دائرة شرطة ولاية بغداد ويدخل في إختصاصه تعيين وعزل مدير الشرطة وبقية منتسبيها وتوزيعهم ونقلهم بين مدن ولاية بغداد، ولكن قانون الولايات العثماني لسنة 1913م، جعل أمر تعيين مدير دائرة الشرطة وعزله من صلاحية وزارة (نظارة) الداخلية فقط وقد شاركت دائرة الشرطة قوات الجاندرمة في معسكراتها من مخافر ومقرات وواجباتها في المحافظة على الأمن العام والقبض على الهاربين من وجه العدالة ومن ارتكب جرائم الإعتداء وإطلاق النار والسراق.
وكانت رواتب منتسبي الشرطة بوجه عام 200 قرش للشرطي و300 قرش لمفوض درجة ثالثة و500 قرش لمفوض درجه ثانية وألف قرش لمفوض درجة أولى ومدير دائرة شرطة بغداد.

## شروط التعيين
حددت مديرية الشرطة في ولاية بغداد الشروط الواجب توفرها لمن يريد الترشح للدخول إلى الخدمة في سلك الشرطة بمايلي:
| 1. أن لا يقل عمره عن الثالثة والعشرين ولا يزيد عن الثلاثين سنة. 2. أن يجيد القراءة والكتابة وأن يكون خطه واضحاً وإملاءه صحيح وأن يكون ذو قابلية لفهم الدروس التي تقرأ في مدرسة الشرطة. 3. أن لا يقل طول قامته عن متر وأربع وستين سنتيمتراً. 4. أن لا يكون محكوماً عليه بجناية أو جنحة مخلة بالشرف، وأن يكون حسن السيرة والسلوك ولا يتعاطى المسكرات أو يلعب القمار. 5. أن لا يكون سبق اشتغاله بالخدمات الخسيسة أو السفلية. 6. أن تشهد له دائرة الشرطة بأنه من أصحاب السيرة الجيدة بعد التحقيق والفحص عن أحواله. 7. يشترط فيه أن يكون سالماً من العلل والأمراض ويصلح للخدمة في سلك الشرطة. تم تحديد رواتب الشرطة في ولاية بغداد وباقي الأقضية والنواحي، إذ بلغ راتب الشرطي المتعين الجديد خمسون قرشاً، ومأمور الشرطة مائة قرشاً، ومفوض ثالث مائة وخمسون قرشاً. كان في قانون الجزاء (الهمايوني) أكثر من مادة بخصوص أفراد الشرطة، إذ نصت المادة المائة وأربعة عشر من قانون الجزاء (الهمايوني): إن كل من جَسَر أو ضرب أو عامل بالجبر والشدة أحد المأمورين أو أحد من أفراد الشرطة وهو في أثناء واجبه يحبس من ستة أشهر إلى سنتين، ويقصد هنا المعاملة بالجبر والشدة كل فعل مؤثر دون ضرب، كما لو أمسك بالرجل واستهزى به أو دفعه بيده. وأشارت المادة المائة وستة عشر من قانون الجزاء (الهمايوني): أن من ضرب أو جرح أحد عامة المأمورين المكلفين بالحكومة ومن ضمنهم رجال الشرطة وهم مباشرون بواجبات مأموريتهم يحبس من ستة أشهر إلى ثلاث سنين. نشرت جريدة زوراء في عددها المرقم (2409) الصادر في (3 جمادي الآخر 1331هـ)، (10/مايس/1913م) القانون المؤقت للإدارة العمومية للولايات لعام (1913م)، وقد جاء في الفقرة الخامسة عشر من القانون المذكور سالفاً: أن الوالي يعين المفوض ونفرات الشرطة و (نظارة) مديرية الشرطة وحدها تعين مدير الشرطة في مركز الولاية وعلى الوالي مراعاة الشروط المتبعة في ذلك»، وبموجب التعديلات التي تضمنها القانون المذكور سالفاً، أصبح بموجبه قائد (الجاندرمة) ومفوض الشرطة من موظفي الدرجة الأولى في الألوية والأقضية والنواحي، واقترن تعيينهم من قبل نظارة الداخلية . كما أكدت المادة الأربعين من القانون المذكور سالفاً: بأن الوظائف المتعلقة بإنضباط اللواء والعائدة تنفيذها إلى هيئة (الجاندرمة) والشرطة في داخل اللواء مرتبطة بالمتصرف والهيئتان مكلفتان بتنفيذ أوامر المتصرف. وقد نصت المادة الثانية والخمسون من القانون المذكور سالفاً: أن كافة وظائف مأموري الشرطة و (الجاندرمة) المتعلقة بالضبط مرتبطة بالقائممقامين المأمورين المذكورين مكلفين بإجراء أوامره . كانت هنالك أنظمة وقوانين خاصة بعقوبات أفراد الشرطة في حالة إهمال الواجب أو إرتكاب أي فعل غير مناسب فعلى سبيل المثال: نصت المادة الثالثة والتسعون من قانون الجزاء (الهمايوني): كل شرطي (مأمور شرطي) يبيع ما يعود إليه من سلاح (المسدس) وغيره من الأشياء الأميرية، أو يتلفه عمداً، أو يضيعه أو يعطيه إلى آخر لأي سبب كان من الأسباب، فإنه يحبس سنة، ويطرد من سلك الشرطة، والأشياء التي باعها أو عمداً أتلفها أو أضاعها إذ كانت موجودة تأخذ منه بإعادته من المحل الذي باعه له وإذا كانت مستهلكة، فيؤخذ منهم أثمانها ضمانة، والذين يبتاعون الأشياء التي تقدم ذكرها، أو يخفون مبيعها على علم، فإنهم يجازون بالحبس مدة شهرين إلى ستة أشهر، وكل من يتحقق فيه التكاسل أو الإهمال في استخلاص السلاح أو المسدس أو أي نوع من الأشياء الأميرية لدى سقوطها في البحر أو النهر أو عدم انقاذها من الحريق أو فقدانها في أثناء حادثة فينظر حينئذ إلى ما اقترفه من الذنب ويجازى بالحبس من (24) ساعة إلى ثلاثة أشهر مع طرد من مأموريته مؤقتاً بشرط أن لا يكون ذلك الطرد أكثر من ستة أشهر. كانت هنالك قوانين رادعة من قبل الحكومة كل من يخالف أوامره وهي تضمن حقوق المواطنين وتمنع تجاوزات المأمورين وأخذهم ما ليس لهم حق، فقد نصت المادة المائة وتسع من قانون الجزاء (الهمايوني): أن جميع المأمورين كبيرهم وصغيرهم أذا أخذ أحدهم على سبيل المصادرة نقوداً أو غيرها من الأشياء كلية كانت أو جزئية عدا الجزاء النقدي المعين قانوناً أو إستوفى شيئاً زائداً على الجزاء النقدي الذي أمر بتحصيله قانوناً كلياً أو جزئياً أو إستوفى ما يمكن أن يضر الجزاء النقدي قبل المحاكمة فيسترد منه ما أخذه ضعفين يعطى أحدهما لصاحب النقود المأخوذة ويجزى المأمور المجتري على ذلك بجزاء الرشوة. منعت الحكومة العثمانية المأمورين من أفراد (الجاندرمة) أو الشرطة أو من أفراد الجيش العثماني مهما كانت رتبهم من أي تجاوز على المواطنين ولا سيما فيما يتعلق بطعامهم، وتوعدتهم بأشد العقوبات وتغريمهم بالمال ومن ثم يطردون من الخدمة فقد نصت المادة المائة واحد عشر من قانون الجزاء (الهمايوني): إن جميع المأمورين كباراً وصغاراً واتباعهم ومباشري المصالح والإحضار وأفراد الجنود والضابطة وضباطهم إذا نزلوا على بيوت الناس في المحال التي يردونها فأخذوا منهم العليق أو الطعام جبراً أو مجاناً فيلزمون باداء ثمن ما أخذوه لأصحابه بالغاً ما بلغ ويطردون من المأمورية والخدمة ثم يؤدبون بالحبس من أسبوع إلى شهر، وأن جسر على مثل ذلك العساكر الموظفة وهم مباشرون حركة مشتركة - هو ما تجربه طائفة من الجند بإمرة رؤسائها- فيغرم ضباطهم ثمن ما أخذوه ويرد لأصحابه ويفصلون من الخدمة ويجزون بالحبس من ستة أشهر إلى ثلاث سنين. صدر قانون ينص على تشكيل صندوق لإعانة أفراد الشرطة وسد احتياجاتهم أثناء أداء واجباتهم أو عند خروجهم من ذلك المسلك بأي صورة من الصور سواء كان لهم أو لعائلاتهم حين وفاتهم، والجدير بالذكر أن الحكومة العثمانية أولت اهتماماً بشريحة الشرطة ولهذا أصدرت في الثالث عشر من شهر مايس (1915)، قانون لصندوق التصرف للشرطة ولمأموري إدارتها، يسهل إجراء التقاعد لمأموري الشرطة، إذ نصت المادة الأولى من القانون المذكور سالفاً: كل من تبلغ مدة خدمته الخمس والعشرين سنة مع الإحالة إلى التقاعد الذي يجوز قبوله من منصوبي الولاة والمتصرفين والقائممقامية ومديري النواحي وكل مأمور من صنف الشرطة إذ تحقق لدى النظارة أن لا تحتاج إلى خدماتهم فإنه يجري تقاعدهم عندما تبلغ خدمتهم الثلاثين سنة. تأسست هيئة مجلس الشرطة في ولاية بغداد عام (1323هــ/1905م) وضمت الأعضاء التالية أسمائهم: مفوض أول محمد وفيق أفندي، وهو يشغل مدير الشرطة في ولاية بغداد، ومفوض ثاني محمد شكري بك، ومفوض ثاني الحاج محمود أفندي، ومفوض ثالث نعمان وصفي أفندي، وكاتب الشرطة محمد فيضي أفندي. وفي عام (1324هــ/ 1906م) ضمت هيئة مجلس الشرطة في مركز ولاية مدينة بغداد من مفوض أول الحاج كاظم حلمي أفندي، وهو يشغل مدير الشرطة في ولاية بغداد، ومفوض ثالث نعمان وصفي أفندي، ومفوض ثالث حسن أفندي، ومفوض ثالث الحاج صالح أفندي، وكاتب الضبط الشرطي سيد سليمان أفندي، ومن الجدير بالذكر كان من ضمن أعمال هذا المجلس النظر في الكثير من القضايا منها التي تخص مراقبة عمل وإدارة المخافر ودوريات الشرطة ومكافحة الجرائم التي تحدث في ولاية بغداد، ولم نقف على معلومات تفصيلية لهذه الهيئة. كانت مخافر الشرطة (قوللوغات) منتشرة في محلات بغداد ومنها في الرصافة: مخفر محلة الفضل، ومخفر محلة السور، ومخفر محلة حمام المالح، ومخفر محلة أبو سيفين، ومخفر محلة رأس القرية، ومخفر محلة الحيدرخانة، ومخفر محلة السنك، ومخفر محلة باب الشيخ، ومخفر باب الشرقي، ومخفر الشيخ عمر، مقابل جامع الشيخ عمر، وقد تهدم في غرق بغداد عام (1333هـ/1914م) وصرف النظر عن تعميره. أما في الكرخ فكان مخفر محلة الشيخ بشار، ومخفر محلة الجعيفر، ومخفر محلة علاوي الحلة، ومخفر المنطكة (المنطقة) وسط الطريق بين بغداد والكاظمية (كانت تسمى الباغات)، وهذه المخافر لم يبق لها أثر، وكان يشغلها رجال الشرطة و (الجاندرمة). وورد في سالنامة ولاية بغداد لعام (1310ه/1892م) ذكر أربعة عشر مخفراً للشرطة، وازدادت المخافر إلى سبعة عشر مخفراً في عام (1318هــ/1900م) وسجل العدد نفسه في عام (1323هـ/ 1905م)، وازداد إلى عشرين مخفراً في عام (1325هــ/1907م). وسنذكر مخافر الشرطة في مركز الولاية في بغداد بجانبيها في عام (1324هـ/ 1906م)، حيث كانت هناك دورية دائرة بوليس المركز ، وفيها سبعة أفراد بوليس. ومأمور مخافر بوليس محلات مدينة بغداد، وهم من أفراد البوليس، وعدد هذه المخافر إثنا عشر مخفراً في جانب الرصافة واثنان في جانب الكرخ. وكما ذكرنا سابقاً كانت يصل عددها إلى عشرين مخفراً. \| - مخفر بوليس المركز. وفيه (مفوض) قوميسير ثالث ، واثنان من أفراد البوليس . - مخفر شرطة الشورجة؛ وفيه قومسير ثالث، حسن أفندي، والشرطي نجيب أفندي، والشرطي سعيد أفندي، والشرطي حسن بك. - مخفر شرطة المربعة؛ مفوض ثالث الحاج صالح أفندي، والشرطي جمعة أفندي. - مخفر شرطة أبو سيفين؛ الشرطي محمود أفندي. - مخفر شرطة حضرة الشيخ عمر، الشرطي خيرالله أفندي. - مخفر شرطة البو شبل؛ الشرطي عارف أفندي. - مخفر شرطة قنبر علي؛ الشرطي مراد بك. - مخفر باب الشرقي - مخفر شرطة السور؛ الشرطي عبد الوهاب أفندي. - مخفر شرطة الفضل؛ الشرطي عباس أفندي. \| - مخفر شرطة دكان شناوة؛ الشرطي توفيق أفندي. - مخفر شرطة الحيدر خانة، الشرطي محمد أفندي. - مخفر شرطة السنك، الشرطي رشيد أفندي. - مخفر شرطة رأس القرية؛ الشرطي محمد نوري أفندي. - مخفر محلة حمام المالح. - مركز شرطة الكرخ: مفوض ثالث حسون أفندي، ومفوض ثاني محمد فيض الله أفندي، والشرطي علي غالب أفندي. - مخفر المنطكة (المنطقة) وسط الطريق بين بغداد والكاظمية (كانت تسمى الباغات). - مخفر محلة علاوي الحلة. - مخفر شرطة الجعيفر: المفوض ثالث حلمي أفندي.[11] \| إنتهى عمل مخافر الشرطة في بغداد من الناحية العملية وبقيت خاوية ، هي وغيرها من الدوائر سواء أكانت عسكرية أو مدنية نتيجة إحتلال القوات المسلحة البريطانية مدينة بغداد في 11 آذار/ مارس 1917 م، وانسحاب قوات الجيش العثماني منها.ويذكر مراسل صحيفة ذا مانشستر جارديان ادموند كاندلر الوضع الأمني في بغداد في ذلك اليوم فيقول: كان دخول القوات البريطانية من الشرق، وما ان غادرت قوات الدرك (العثمانية) الساعة الثانية صباح اليوم حتى بدأ الأكراد وغيرهم في النهب وبقوا هؤلاء مستمرين في السرقة، وأول المواطنين الذين إلتقيناهم كان واحداً من التجار يلتمس منا بشدة الحماية. وبعدها تم توزيع الأفواج العسكرية للعمل كشرطة لحماية الأسواق وعمل مرابطات أمام المنازل وعمل الدوريات، ولكن كان هذا بعد فوات الأوان حيث نهبت أغلب المتاجر والمحلات، ووجدنا هؤلاء اللصوص الرعاع يفككون كل شيء من حديد أو خشب أو مفروشات وحتى المقاعد في الحدائق العامة قد نهبت. وبهذا طويت صفحة إدارة الحكم العثماني وفتحت صفحة جديدة عن مخافر شرطة بغداد. وعلى الرغم من شدة الصدمة لكن لم تقف الأمور الخاصة بالشرطة فبعد ذلك ارتبطت مؤسسة الشرطة في عهد الإحتلال البريطاني بدائرة الحاكم الملكي العام أرنولد ويلسون وكان ملاكها من البريطانيين والهنود الذين ينتسبون إلى دائرة الشرطة الهندية. حتى عام 1920م، عندما أصدر الجنرال أيلمر هالدين القائد العام للقوات البريطانية المرابطة في العراق بيان رقم (72) في 11تموز 1920م، أسماه (بيان البوليس) (الذي ألغى نظام البوليس العثماني المؤرخ في 2 مايس 1908)، واتسمت معظم مواده بالشدة والصرامة واستخدام العقوبات للمحافظة على سلامة البريطانيين الموجودين في العراق، وأشار إلى ان إدارة الشرطة تناط بمأمور يسمى (مفتش عام الشرطة) وقد منح صلاحية مع نائبه ومعاونيه إصدار أوامر تنظيم المرور في الطرقات العامة، ومنع المرور مؤقتاً في الحالات الضرورية، وتنظيم سير الجماهير والمواكب ومعاقبة المخالفين للنظام بالحبس لمدة لا تقل عن شهر أو بغرامة تتجاوز 200 روبية. وبموجب هذا البيان أُلفت قوة بوليس تتكون من جنود المشاة والخيالة والهجانة وضابطين عراقيين وإثنين وتسعين مفوضاً من الهنود والعراقيين وغيرهم، وواحد وسبعين موظفاً بريطانياً، وإثنين وعشرين ضابطاً بريطانياً. وفي عام 1921م، تم الإعلان عن تأسيس الدولة العراقية وتنصيب فيصل الأول ملكاً على العراق، وعندما تشكلت الحكومة العراقية أصدرت وزارة الداخلية «أمراً» بتشكيل قوة من الشرطة العراقية، والتي أعتبرت النواة الأولى للشرطة العراقية الوطنية. وفي عام 1922، تم تعيين عدد من العراقيين كضباط في الشرطة العراقية وبدأ بذلك الاستغناء عن الضباط الإنكليز والهنود في الشرطة، واعلن بهذا عن تأسيس مديرية الشرطة العامة، وعين نوري السعيد أول مدير عام للشرطة العراقية الوطنية. ثم إسماعيل الصفار، والحاج محمد سليم، وصبحي نجيب، وهاشم العلوي، وحسـين فهمي، وعبد الحميد الشـالجي، وحسام الدين جمعة، وأحمد الراوي، وعبد الجبار الراوي، وعلوان حسين، وعلي خالد الحجازي، ووجيه يونس، وعباس علي غالب وهو آخر مدير عام للشرطة في العهد الملكي. 1. 2. 3. 4. 5. 6. 7. 8. 9. 10. 11. 12. 13. 14. 15. 16. | |
| - مخفر بوليس المركز. وفيه (مفوض) قوميسير ثالث ، واثنان من أفراد البوليس . - مخفر شرطة الشورجة؛ وفيه قومسير ثالث، حسن أفندي، والشرطي نجيب أفندي، والشرطي سعيد أفندي، والشرطي حسن بك. - مخفر شرطة المربعة؛ مفوض ثالث الحاج صالح أفندي، والشرطي جمعة أفندي. - مخفر شرطة أبو سيفين؛ الشرطي محمود أفندي. - مخفر شرطة حضرة الشيخ عمر، الشرطي خيرالله أفندي. - مخفر شرطة البو شبل؛ الشرطي عارف أفندي. - مخفر شرطة قنبر علي؛ الشرطي مراد بك. - مخفر باب الشرقي - مخفر شرطة السور؛ الشرطي عبد الوهاب أفندي. - مخفر شرطة الفضل؛ الشرطي عباس أفندي. | - مخفر شرطة دكان شناوة؛ الشرطي توفيق أفندي. - مخفر شرطة الحيدر خانة، الشرطي محمد أفندي. - مخفر شرطة السنك، الشرطي رشيد أفندي. - مخفر شرطة رأس القرية؛ الشرطي محمد نوري أفندي. - مخفر محلة حمام المالح. - مركز شرطة الكرخ: مفوض ثالث حسون أفندي، ومفوض ثاني محمد فيض الله أفندي، والشرطي علي غالب أفندي. - مخفر المنطكة (المنطقة) وسط الطريق بين بغداد والكاظمية (كانت تسمى الباغات). - مخفر محلة علاوي الحلة. - مخفر شرطة الجعيفر: المفوض ثالث حلمي أفندي. |